# 4-es típusú könnyű harckocsi

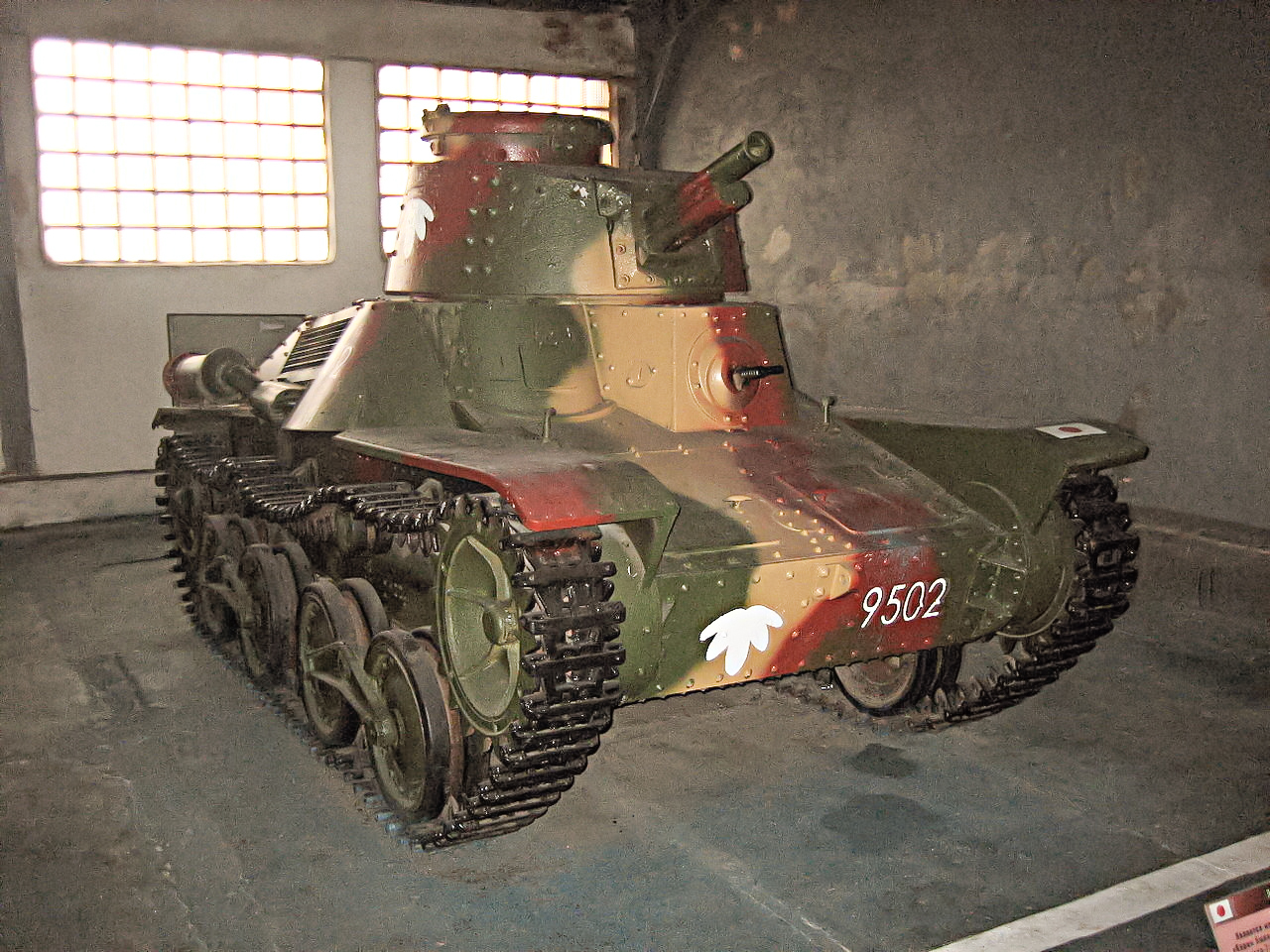
Ke-Nu a Kubinkai Harckocsi Múzeumban

A 4-es típusú (四式軽戦車 ケヌ; Hepburn:  Yon-shiki keisensha Kenu; közismertebb nevén:  Type 4 Ke-Nu) japán könnyű harckocsi. Ez a tank lényegében a 95-ös típusú Ha-Gó és a 97-es típusú Csi-Ha ötvözésének tekinthető. Kevés készült belőle, és harcban is csak korlátozottan vetették be.

## Tervezés
Miután bebizonyosodott, hogy a Csi-Ha 57 mm-es lövege már a Halhin-goli csatában sem felelt meg teljesen az elvárásoknak, ezért terveztek a harckocsihoz egy új tornyot, amibe egy hatékonyabb nagy torkolati sebességű 47 mm-es löveget építettek be. Miután átálltak a SinHoTo Csi-Ha gyártására, sok régebbi 57 mm-es löveggel felszerelt torony maradt hátra. Később úgy döntöttek, hogy ezeket a tornyokat rászerelik az elavult 95-ös típus némileg átalakított páncéltestére. Ez lett a 4-es típusú Ke-Nu. A Ha-Góhoz képest a tűzereje megnövekedett, viszont a tömege megnőtt. Ez csökkentette a harckocsi sebességét, így csak 40 km/h-t tudott elérni, és a hatótávolsága is rosszabb lett. Valamint a Ha-Go egyik legnagyobb gyengeségét is örökölte: a vékony páncélzatot. A harckocsi páncélzata a torony elején volt a legerősebb, mindössze 33 mm. 1944-ben csupán 100 darab készült belőle. A tervek szerint a gyalogság támogatására osztották volna be, akárcsak a Ha-Gót.

## Harci alkalmazása
Mivel 1944-ben gyártották, így már eleve túl későn készültek el ahhoz, hogy nagyobb harcokban részt vegyenek. Mivel a japánok tartottak egy esetleges szövetséges partraszállástól Japánban, ezért a legtöbbet a szigetek védelménél kívánták használni. 1945-ben néhány darab átkerült Koreába és Mandzsukuo-ba ahol harcoltak a betörő szovjet egységekkel. Az egyetlen megmaradt Ke-Nu ma Oroszországban a Kubinkai Harckocsi Múzeumban található.

## Műszaki adatok

### Tulajdonságok
- Személyzet: 3 fő
- Hossz: 4,30 m
- Szélesség: 2 m
- Magasság: 2 m
- Hasmagasság: 0,39 m
- Tömeg: 8,4 tonna
- Legyártott mennyiség: 100 darab

### Fegyverzet
- Elsődleges fegyverzet: 57 mm-es 97-es típusú löveg
- Másodlagos fegyverzet: 2 darab 7,7 mm-es 97-es típusú géppuska

### Páncélzat
- Frontpáncél: 12 mm/72-fok
- Oldalpáncél: 12 mm/90-fok
- Hátsó páncélzat: 6–12 mm/64-fok
- Torony eleje: 33 mm
- Torony oldala: 26 mm/11-fok
- Torony hátulja: 26 mm/11-fok
- Torony teteje: 16 mm

### Mozgékonyság
- Motor: hathegneres, léghűtéses Mitsubishi NVD 6120 típusú 14300 cm³-es dízelmotor
- Teljesítmény: 120 lóerő
- Felfüggesztés: spirális
- Sebesség: 40 km/h
- Hatótávolság: 240 km
- Üzemanyag kapacitás: 164 liter

## Fordítás
- Ez a szócikk részben vagy egészben  a   Type_4_Ke-Nu című angol Wikipédia-szócikk fordításán alapul.  Az eredeti cikk szerkesztőit annak laptörténete sorolja fel. Ez a jelzés csupán a megfogalmazás eredetét és a szerzői jogokat jelzi, nem szolgál a cikkben szereplő információk forrásmegjelöléseként.